# Prarolo
Prarolo je italská obec v provincii Vercelli v oblasti Piemont.
K 31. prosinci 2011 zde žilo 684 obyvatel.

## Sousední obce
Asigliano Vercellese, Palestro (PV), Pezzana, Vercelli